# Железничка станица Троавјерж
50° 07′ 10″ N 05° 59′ 28″ E / 50.11944° С; 5.99111° И
Железничка станица у Троавјержу налази се на северу Луксембурга. У власништву је луксембуршке националне желесзничке компаније Chemins de Fer Luxembourgeois. Кроз станицу пролази Линија 10 која повезује град Луксембург са центром и севером земље.
Коришћење ове станице од стране немачких војника у Првом светском рату било је прво кршење суверенитета Луксембурга у овом рату и представљаће увод у окупацију земље.